# Alexia Fancelli
Pour les articles homonymes, voir Fancelli.
Alexia Fancelli, née le 3 novembre 1992 à La Ciotat, est une kitesurfeuse française.

## Carrière
Elle est médaillée de bronze de Formula Kite aux Championnats du monde de voile 2018.